# Sete Dias sem Fim
This is Where I Leave You (Br/Prt: Sete Dias sem Fim) é um filme norte-americano estrelado por Tina Fey e Jason Bateman que foi lançado em 2014 sob a realização de Shawn Levy. Ele é baseado no livro de mesmo nome de autoria de Jonathan Tropper, que também co-escreveu o argumento do filme.

## Elenco
- Jason Bateman - Judd Altman[4]
- Adam Driver - Phillip Altman[4]
- Tina Fey - Wendy Altman[4]
- Corey Stoll - Paul Altman[4]
- Connie Britton - namorada de Phillip[4]
- Rose Byrne - Penny[4]
- Jane Fonda - Hillary Altman[4]
- Kathryn Hahn - Alice Altman[4]
- Timothy Olyphant - Horry[4]
- Abigail Spencer - Jen[4]
- Ben Schwartz - "Boner"[4]
- Cade Lappin - Cole Altman

Fonte: Entertainment Weekly, PopSugar Entertainment.

## Produção e gravação
As filmagens para This is Where I Leave You tiveram início a 13 de Março de 2013 na Cidade de Nova Iorque.